# Чукаричка падина
Чукаричка падина је насеље у Београду које се налази у општини Чукарица.

## Положај и локација
Налази се у западном делу општини Чукарица, на удаљености од шест километара од самог центра Београда. Са северне стране излази на Савско језеро, са јужне и источне стране на Баново брдо,док са западне стране излази на европски пут Е763 (Београд-Чачак). Насеље је оивичено Радничком улицом и европским путем Е763.

## Инфраструктура, објекти и насеље
У насељу Чукаричка падина налази се велики број стамбених објеката и неколико нехигијенских ромских насеља, против којих мештани Чукаричке падине протестују због сталног паљења секундарних сировина и учесталих пожара у насељу. Стамбена насеља окружена су дечијим игралиштима и парковима. Кроз насеље се протеже пут (Београд-Чачак), који повезује Чукаричку Падину са другим приградским и градским насељима града Београда. У непосредној близини налазе се многе саобраћајнице, као и мостови Газела и Мост на Ади. Поред стамбених објеката, у насељу се налази велики број пословних, занатских и услужних објеката. На самом крају насеља, са западне стране, налази се црква Свете Петке.

## Градски саобраћај
До Чукаричке падине се градским превозом које обезбеђује ГСП Београд може стићи аутобусима
- линија 89 Нови Београд /Блок 72/ — Видиковац[4]
- линија 56 Зелени венац — Петлово брдо[5]
- линија 55 Звездара — Стари Железник[6]
- линија 91 Београд на води — Остружница /Ново насеље/.[7]
- линија 92 Београд на води — Остружница /Караула/.[8]
- линија 87 Чукаричка падина — Баново брдо.[9]
- линија 87А Чукаричка падина — Баново брдо.[10]
- линија 551 Београд на води — Сремчица.[11]
- линија 511 Београд на води — Сремчица.[12]
- линија 553 Београд на води — Руцка.[13]
- линија 56Л Чукаричка падина — Зелени венац